# Лепрекон 2: Повернення додому
«Лепрекон 2: Повернення додому» (англ. Leprechaun 2) — американський комедійний фільм жахів 1994 року режисера Родмена Флендера, продовження фільму 1993 року «Лепрекон» і другий фільм в серії про злостивого Лепрекона. Світова прем'єра фільму відбулася 8 квітня 1994 року.

## Сюжет
Ірландія, 994 рік. По лісу біжить Вільям, який намагався вкрасти у Лепрекона золото. Однак Лепрекон його наздоганяє і в обмін на життя робить своїм рабом. Вільною людиною Вільям може стати лише тоді, коли Лепрекон знайде собі наречену. Незабаром виявляється, що саме цей день є Днем Святого Патріка — днем народження Лепрекона. Останній не забув відзначити свій тисячолітній ювілей і зіграти весілля. Але до вподобаної Лепреконом нареченої існує певна вимога: для того, щоб вона стала йому дружиною: вона має тричі чхнути. При цьому ніхто не повинен сказати їй «будь здорова». Незабаром така дівчина знаходиться, але вона є донькою Вільяма, а слуга Лепрекона не захотів мати родинних зв'язків з цією істотою і у відповідний момент сказав «будь здорова». У підсумку Лепрекон вбив свого слугу, а весілля так і не завершилось. Лепрекон пообіцяв повернутися через тисячу років і знайти собі нову наречену.
Пройшла тисяча років і на дворі вже 1994 рік. У США з'являється сам Лепрекон з наміром знайти-таки собі наречену, попутно вбиваючи деяких жителів міста. Незабаром Лепрекон знаходить свою обраницю, що має ім'я Бріджет. Вона, в свою чергу, нічого не підозрює і зустрічається з хлопцем на ім'я Коді. Коді ж займається разом з людиною на ім'я Морті сумнівними екскурсіями по Голлівуду. Паралельно з Коді на Бріджет накинув оком якийсь Іан. Однак це не заважає Лепрекону викрасти Бріджет і замкнути в своєму лігві. Але випадковим чином Лепрекон упускає золоту монету, яку використовує Коді для визволення з полону своєї коханої.

## В ролях
- Ворвік Девіс — Лепрекон
- Шивонн Деркин — Бріджет
- Чарлі Хіт — Коді
- Сенді Берон — Морті
- Адам Біск — Єн
- Джеймс Ланкастер — Уілльям О Дей
- Девід Поулидж — Френк
- Лінда Хопкінс — домогосподарка
- Артуро Гіл — п'яниця в пабі
- Клінт Говард — турист
- Кіммі Робертсон — подружка туриста
- Біллі Бек — бездомний
- Березня Хекетт — детектив
- Тоні Кокс — лепрекон в туалеті

## Цікаві факти
- У США фільм зібрав $ 2 260 622, з них — $ 672 775 за перший вік-енд прокату.

- В одному з епізодів можна побачити дружину виконавця ролі Лепрекона, Уоррика Девіса, — Саманту Девіс: її можна спостерігати в сцені, коли Лепрекон п'є пиво в ірландському пабі в день святого Патріка.

- У Великій Британії та Ірландії фільм вийшов з підзаголовком «Одне весілля і багато похорон» (англ. One Wedding And Lots Of Funerals).

- Фільм закінчується так само, як і попередня частина — головний герой викидає монету Лепрекона.

## Відгуки
Картина отримала вкрай негативні відгуки. Її рейтинг досі становить 0 % на сайті Rotten Tomatoes.